# Дагмерзелен
Дагмерзелен је област у дистрикту Вилизау у кантону Луцерн у Швајцарској.
Има површину од 24 km² и око 4.554 становника (31.12.2006).
Скоро 40% припадника националних мањина у месту је пореклом из Србије и Црне Горе.
Током претходних деценија Дагмерзелен се претворио од пољопривредног села у индустријски градић.
1. јануара 2006. године две области (Бухс и Уфикон) су спојене у Дагмерзелен.
То је проузроковало повећање броја становништва за једну трећину и значајно повећање у површини.